# Renee McElduff
Renee McElduff (Penrith, 10 oktober 1991) is een Australische freestyleskiester.

## Carrière
Bij haar wereldbekerdebuut, in januari 2012 in Mont Gabriel, scoorde McElduff met een zevende plaats direct wereldbekerpunten. Op de wereldkampioenschappen freestyleskiën 2015 in Kreischberg eindigde ze als dertiende op het onderdeel aerials. Op 31 januari 2015 boekte de Australische in Lake Placid haar eerste wereldbekerzege.

## Resultaten

### Wereldkampioenschappen
| Jaar | Plaats      | Resultaten  |
| ---- | ----------- | ----------- |
| 2015 | Kreischberg | 13e Aerials |

### Wereldbeker
Eindklasseringen
| Seizoen   | Algm | AE  |
| --------- | ---- | --- |
| 2011/2012 | 74e  | 18e |
| 2012/2013 | 95e  | 22e |
| 2013/2014 | 106e | 22e |
| 2014/2015 | 22e  | 7e  |
| 2015/2016 |      | 16e |

Wereldbekerzeges
| Datum           | Plaats      | Onderdeel |
| --------------- | ----------- | --------- |
| 31 januari 2015 | Lake Placid | Aerials   |